# Ostrov (oblast Pskov)
Ostrov (Russisch: Остров) is een stad in het zuiden van de Russische oblast Pskov. Het aantal inwoners ligt rond de 24.500. Ostrov is tevens het centrum van het gelijknamige bestuurlijke rayon. Ostrov ligt 55 kilometer ten zuiden van Pskov, aan de rivier Velikaja, die uitmondt in het Peipusmeer.

Het ligt aan de spoorlijn van Pskov naar Riga en Vilnius. De lange-afstand busverbinding van St. Petersburg naar Minsk in Wit-Rusland heeft een halte in Ostrov.
Ostrov ontstond als fort in 1342. Gedurende de 15e en 16e eeuw was Ostrov een belangrijke buitenpost. Catharina de Grote verleende Ostrov de status van stad in 1777.
Vlak bij Ostrov bevond zich tijdens de Koude Oorlog de gelijknamige luchtmachtbasis. Er stonden raketten opgesteld met een middellang bereik, van het type R-12. De raketten zijn in 1988 weggehaald en vernietigd, conform het INF-verdrag.

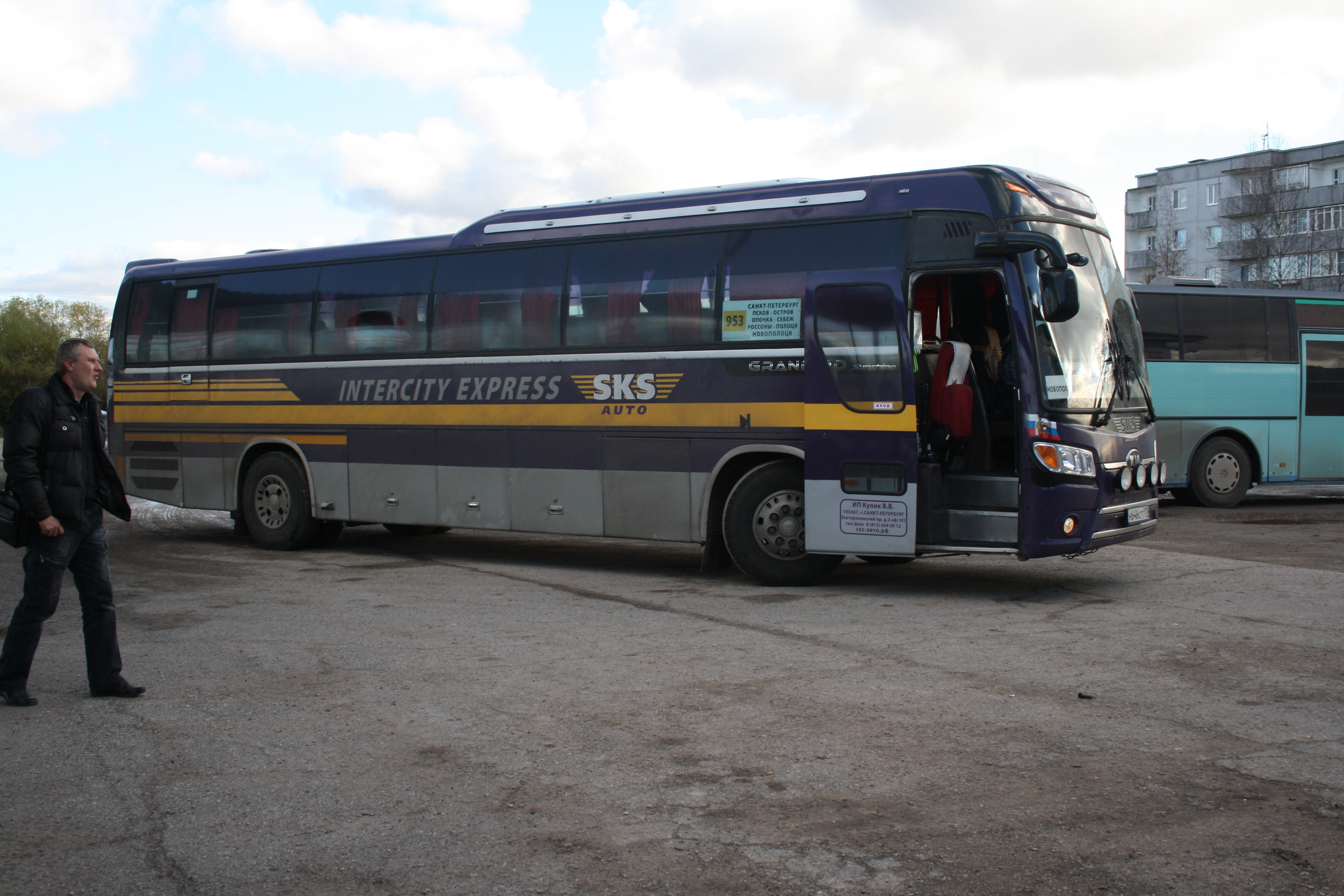
De bus van Minsk naar St. Petersburg
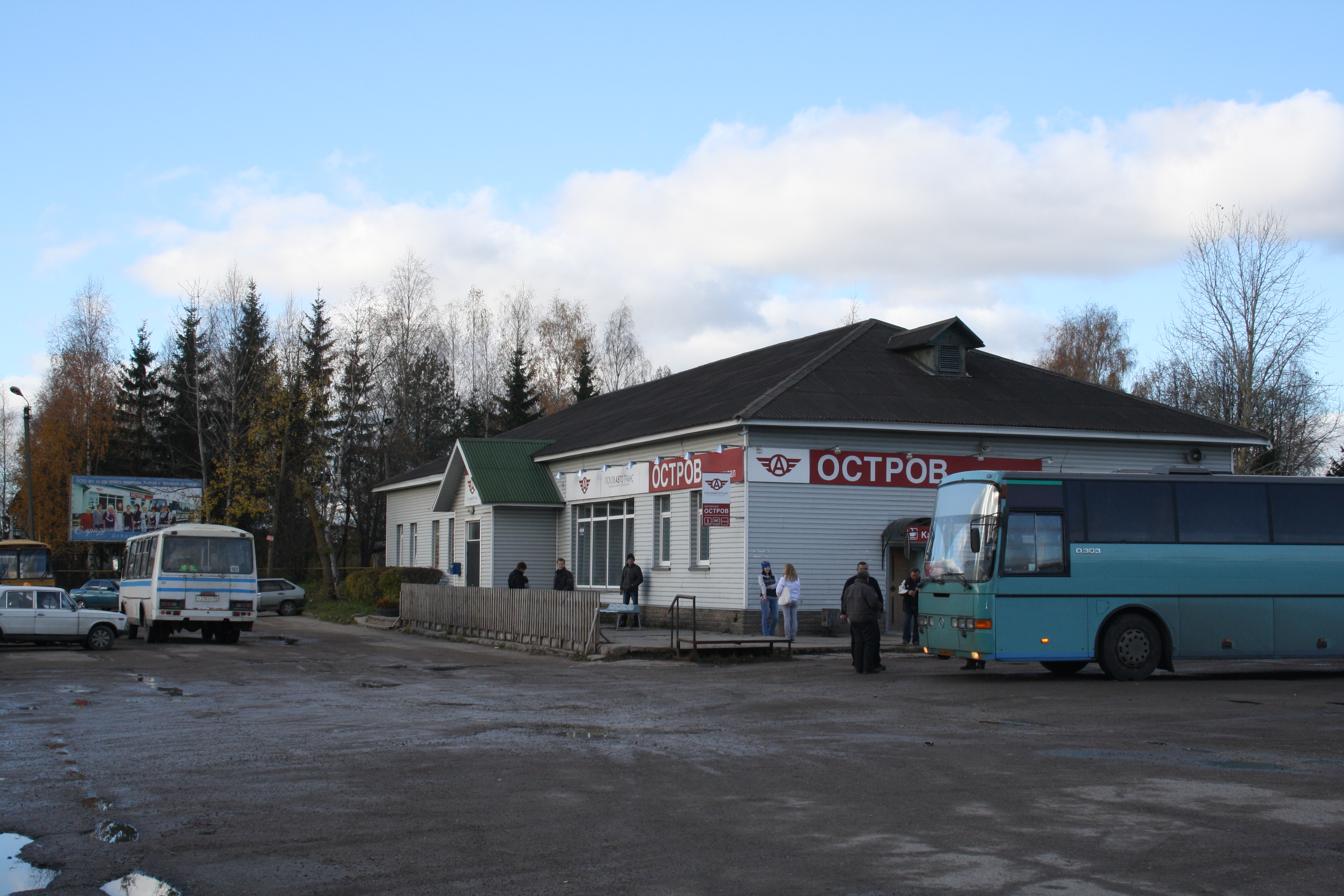
Busstation
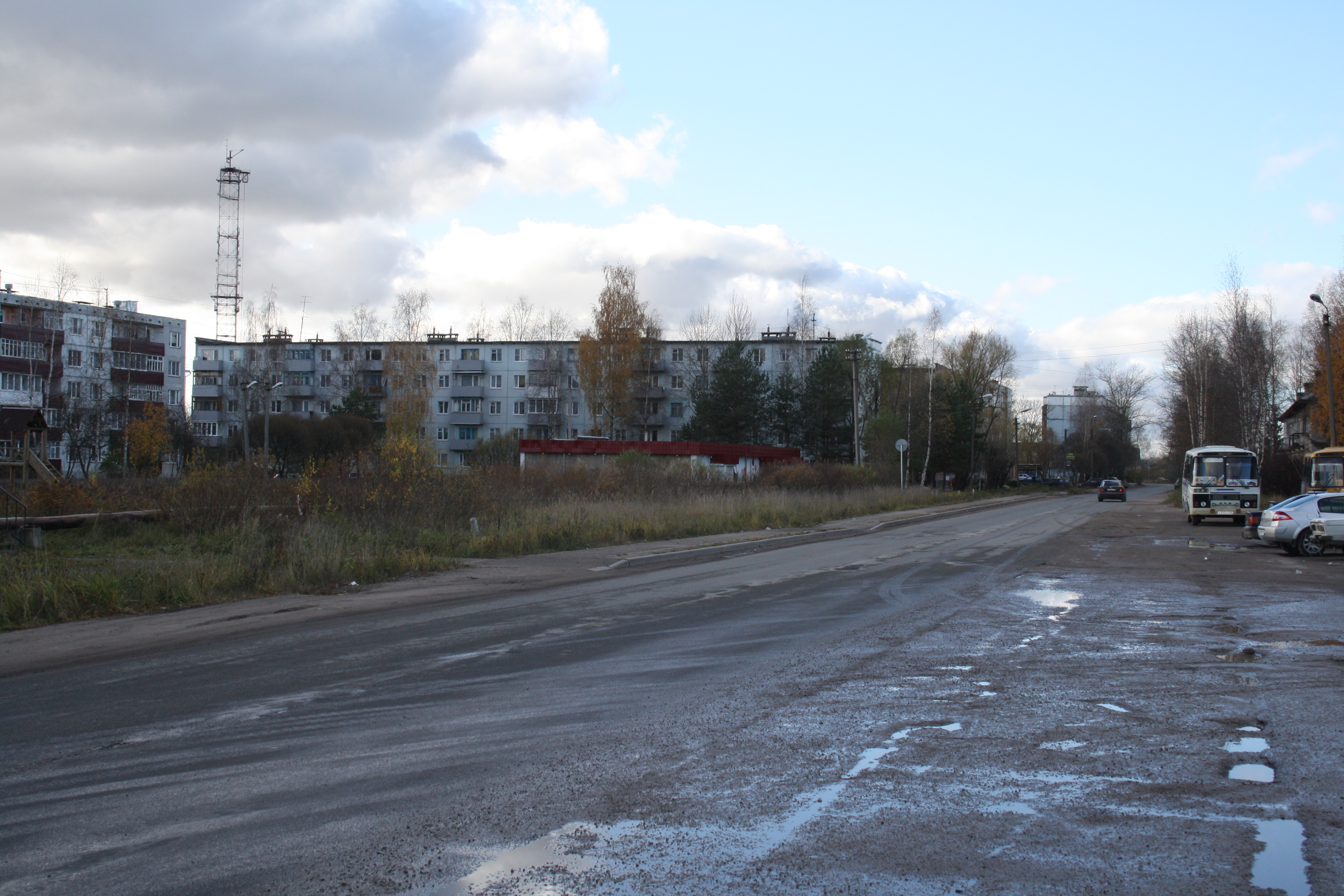
Woonwijk

Bestuurlijk centrum: Pskov 

Dno · Gdov · Nevel ·Novorzjev · Novosokolniki · Opotsjka · Ostrov · Petsjory · Porchov · Poestosjka · Pytalovo · Sebezj · Velikieje Loeki